# Fairphone 2
Fairphone 2は、ユーザーが簡単に修理できるように設計されたスマートフォンである。2015 年 12 月に発売された購入可能な最初のモジュラー スマートフォンであり、それ以来ハードウェアの改善と主要なソフトウェア アップデートの両方が継続されている。2018 年に生産が終了した。
Fairphone 2は、Fairphoneの2番目の携帯電話であり、Fairphoneが完全にデザインした最初の携帯電話である。紛争鉱物を使用していない金やリサイクル素材を使用、調達され、良好な労働条件の監査済み工場で組み立てられている。

## 特徴
Fairphone 2は、他のスマートフォンよりも平均寿命が5年程度長くなるように設計されている。
前機種のFairphone 1の主な課題は、これに使用されたSoCであるMediatek MT6589 が広く普及しなかったため、メーカーから長期のサポートを受けられなかったことであった。Fairphone 2では、2014年当時広く普及していたSnapdragon 801を搭載した。
Fairphoneには、コストカットや他機種との互換性を保つために、ワイヤレス充電や USB-C ポートなどが搭載されていない。ただし、モジュール設計により、更新されたコンポーネントを備えた新しいものを作ることができる。 この新しいパーツにはカメラも含まれている。
また背面にはUSB端子が装備されているため、別売りのバックカバーで機能を拡張することができる。

### 環境や倫理への配慮
Fairphone 2は、同クラスの他スマートフォンよりも環境負荷が低くなるように設計されており、予想寿命は5年である。モジュラー設計により、パーツを個別に交換することができる。
多くの電子機器には、コンゴ民主共和国産の紛争鉱物（スズ、タングステン、タンタル、金）が含まれており、同国での戦争の資金源として軍隊や反政府組織が使用している。そのため、コンゴ産の材料を避けるメーカーもあり、その結果同国での雇用機会を減らしている。Fairphone 2のサプライチェーンは、紛争鉱山に代わるものを提供するためにコンゴの地域社会をできる限り支援しながら、これらの材料が武装集団に資金を提供しない鉱山からのものであることを確認するため監査された。タンタルと錫鉱石はコンゴの紛争とは無縁の鉱山から、タングステンはルワンダから、金はペルーのフェアトレード認証鉱山から調達されている。また、Fairphone2にはリサイクルされたプラスチック、銅、タングステンも使用されている。
Hi-Pはこれを中国の蘇州で製造したが、その工場は労働条件と環境に関する高い基準を満たしていることを保証するために監査を受けている。

### 外観

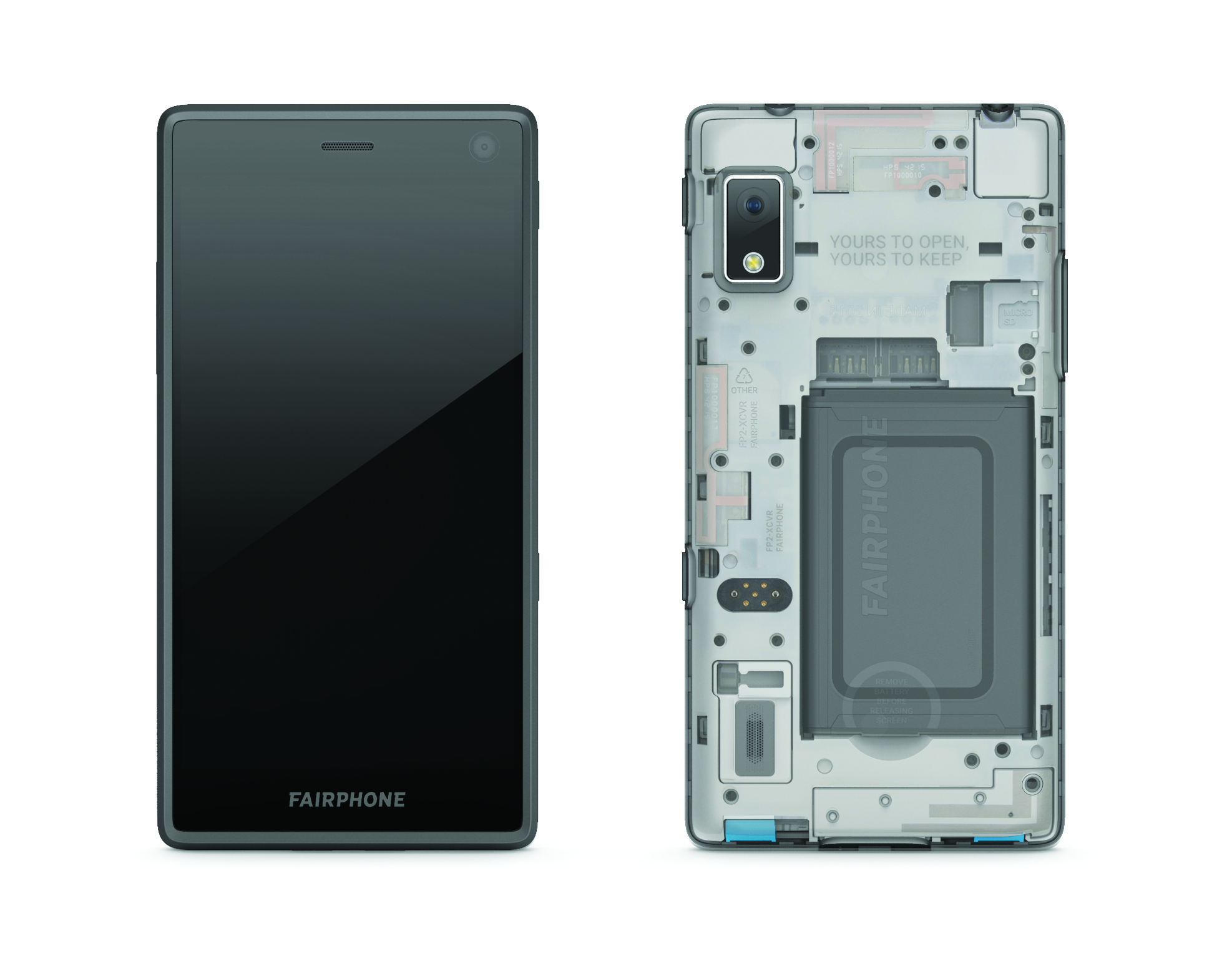
透明なケースを取り付けた場合の前面と背面

Fairphone 2は一般向けとしては初のモジュラー式スマートフォンであり、モジュラー式であるこの設計は修理が容易で、長寿命化をはかるとともに製品のリサイクル性を高めることに重点を置いている。そのため内部の部品は7つの取り外し可能なパーツで構成されていて、個々の部品を交換することができる。 
また、2017年9月には1200万画素のカメラを搭載した新しいリアカメラモジュールと500万画素のカメラを搭載したトップモジュールが発表される予定。 
iFixitによる保守性に関する評価は10点中10点の満点を獲得している。

## 販売
Fairphone 2は主に公式サイトで直接販売されているが、一部の国では再販業者を通じて販売されている。
継続的に生産をするために必要な資金を集めるために、予約キャンペーンが2015年7月16日に開始され、目標予約台数が15,000台のところ17,418台の携帯電話が予約され、最終的に目標を達成する形となった。
生産自体は同年12月に開始され、同月に注文された機種の出荷を目指していた。
しかし生産量の増強の問題が出荷を遅延させ、最後に予約された端末は2016年2月8日に出荷された。
同年5月26日、Fairphone社はFairphone 2を4万台販売するという目標を達成し、それ以前に注文された機種をすべて出荷したと発表した。

## 価格
Fairphone 2は平均525ドルで販売された。これは当時の他の携帯電話の価格が約402ドルから500ドルであったことと比べ比較的高価であった。このことから販売台数は大きく振るわず、また製造コストが高かったことで、1台当たりの利益はわずか9ユーロであった。ただしこの比較的高価な値段設定となっているのは、Fairphone社の目標である、携帯電話をより倫理的な方法で製造、調達できるようにリサイクル・プログラムや"blood minerals(血液鉱物)"の使用量を削減するためである。